# 2017년 세계 주니어 컬링 선수권 대회
2017년 세계 주니어 컬링 선수권 대회는 2월 16일에서 26일까지 대한민국 강원도 강릉시에 있는 강릉 컬링 센터에서 열렸다.